# Nefertkau III
Nefertkau III là một công chúa Ai Cập cổ đại. Bà sống trong triều đại thứ 4. Bà có thể là con gái của Meresankh II và Horbaef. Nếu vậy, bà là cháu gái của vua Khufu. Baud đã đề xuất rằng Nefertkau là con gái của Khufu. Nefertkau có danh hiệu Con gái của nhà vua và nữ tu sĩ của Neith trong một cảnh trong nhà nguyện của ngôi mộ của bà. Bà đã kết hôn với một quan chức tên là Iynefer. Nefertkau và Iynefer có một cô con gái cũng được gọi là Nefertkau và hai hoặc ba con trai. Strudwick đã gợi ý rằng Iynefer có thể là con trai của Khufu. Tùy thuộc vào sự giải thích các mối quan hệ gia đình, Nefertkau có thể kết hôn với chú hoặc anh trai của bà.

## Mộ
Nefertkau và Iynefer đã được chôn cất tại G 7820, một phần của mastaba đôi. Ngôi mộ nằm ở cánh đồng phía đông, một phần của Thành phố Giza.

### Nhà nguyện
Khung cảnh cho thấy Nefertkau và chồng. Trong một cảnh, một cô gái nhỏ được thể hiện giữa cha mẹ mình. Bà được gọi là "con gái của họ Nefertkau". Trong cùng một khung cảnh, một cậu bé xuất hiện trước mặt cha mình, nhưng không có tên nào được ghi lại. Trong một cảnh khác, hai cậu bé và một người đàn ông lớn hơn một chút được miêu tả với Iynefer. Hai cậu con trai nhỏ là con trai, dáng người lớn hơn có thể là hình vẽ của con trai cả.

### Buồng chôn
Hai buồng chôn cất đã được xây dựng. Người chồng được cho là đã được chôn cất trong buồng có nhãn G 7820A, trong khi Nefertkau có khả năng được chôn trong buồng G 7820B. Trong G 7820A không có dấu vết của một cỗ quan tài được tìm thấy, và không có hố hoặc hốc cây. Trong G 7820B cũng không tìm thấy dấu vết của một cỗ quan tài nào, nhưng có một hố tán ở góc đông nam của phòng chôn cất.